# 羽鳥剛史
羽鳥 剛史（はとり つよし、1980年 - ）は、日本の工学者、愛媛大学大学院理工学研究科(生産環境工学専攻)准教授。専門は土木計画、合意形成論。

## 略歴
1980年生まれ。京都大学卒業後、東京工業大学助教を経て、愛媛大学大学院理工学研究科(生産環境工学専攻)准教授。2009年に日本社会心理学会奨励論文賞、10年に土木学会建設マネジメント委員会論文賞を受賞。

## 受賞歴
- 2008年11月　東工大工系若手奨励賞
- 2009年9月　　日本社会心理学会奨励論文賞
- 2011年8月　　土木学会建設マネジメント論文賞
- 2013年4月　　愛媛大学　工学部環境建設科・優秀講義賞「社会資本の整備と運用」
- 2014年8月　　エスペック環境研究奨励賞
- 2015年6月　　土木学会論文奨励賞
- 2016年4月　　文部科学省平成28年度 科学技術分野の文部科学大臣表彰若手科学者賞

## 著作

### 共著
- （藤井聡）『大衆社会の処方箋―実学としての社会哲学』（北樹出版，2014）